# Isa Pola
Maria Luisa Betti di Montesano (Bolonia, 19 de diciembre de 1909 – Milán, 17 de diciembre de 1984), conocida como Isa Pola, fue una actriz teatral, cinematográfica y televisiva italiana.

## Biografía
Nacida en Bolonia, Italia, desde joven una apasionada de la actuación, al principio de su trayectoria teatral actuó junto a los actores Nino Besozzi, Antonio Gandusio y Enrico Viarisio en espectáculos de revista, pero también fue activa en obras de teatro convencional. Dotada de una voz profunda y de un perfecto conocimiento del dialecto veneciano, actuó con la Compagnia del Teatro Veneto, triunfando en 1936 con La vedova, y en 1947, junto a Cesco Baseggio, en Il bugiardo. Además de interpretar obras de Carlo Goldoni, también actuó en textos de Giacinto Gallina, George Bernard Shaw (Non si sa mai), Alberto Moravia (Los indiferentes), Torquato Tasso (Intrighi d'amore), Gabriele D'Annunzio (La fiaccola sotto il moggio) y Luigi Pirandello. Fue también actriz de teatro cómico, actuando junto a Alberto Bonucci en 1958.
Como actriz cinematográfica, debutó con un pequeño papel en el cine mudo en 1927, con el film I martiri d'Italia, de Silvio Laurenti Rosa. Su primer personaje importante llegó en Myriam, película dirigida en 1928 por Enrico Guazzoni.
Con la llegada del cine sonoro, su carrera despegó definitivamente, interpretando en 1930 la primera producción italiana totalmente  sonora: La canzone dell'amore, de Gennaro Righelli. Gracias a dicha cinta, pasó a ser, junto a Dria Paola, una de las primeras divas del cine sonoro italiano.
En los primeros años 1930 rodó varias películas de gran éxito, entre ellas Terra madre (de Alessandro Blasetti), La Wally (de Guido Brignone), L'ultima avventura (de Mario Camerini), Acciaio (de Walter Ruttmann), La telefonista (de Nunzio Malasomma) , y L'anonima Roylott (de Raffaello Matarazzo).
Con todo ello, se convirtió en una celebridad de la gran pantalla, demostrando una enorme versatilidad que le permitía interpretar tanto papeles de mujeres pérfidas e insaciables, como de mujeres honestas y esposas virtuosas, siendo memorable su actuación como la esposa de Emilio Cigoli en I bambini ci guardano, de Vittorio De Sica (1943). 
Pasada la Segunda Guerra Mundial, volvió a los papeles de mujer pérfida e infiel con sus actuaciones en Furia (de Goffredo Alessandrini, 1947), Ombre sul Canal Grande (de Glauco Pellegrini, 1951) y Tre storie proibite (de Augusto Genina, 1952). Pola siguió actuando en el cine hasta finales de los años 1950, haciendo también una reducida actividad televisiva. 
A lo largo de toda su carrera cinamtográfica tuvo la oportunidad de actuar junto a muchos grandes actores, entre ellos Fosco Giachetti, Gino Cervi, Rossano Brazzi y Antonio Centa.
Falleció en Milán, Italia, en 1984, dos días antes de cumplir los 75 años de edad.

## Teatro
- La città delle lucciole, de Dino Falconi y Oreste Biancoli, con Enrico Viarisio y Giuseppe Porelli (1941-1942)

## Filmografía
- I martiri d'Italia, de Silvio Laurenti Rosa (1927)
- Myriam, de Enrico Guazzoni (1928)
- La canzone dell'amore, de Gennaro Righelli (1930)
- Terra madre, de Alessandro Blasetti (1931)
- La Wally, de Guido Brignone (1931)
- La stella del cinema, de Mario Almirante (1931)
- L'ultima avventura, de Mario Camerini (1932)
- La cantante dell'Opera, de Nunzio Malasomma (1932)
- La telefonista, de Nunzio Malasomma (1932)
- Acciaio, de Walter Ruttmann (1933)
- Ragazzo, de Ivo Perilli (1933)
- Creature della notte, de Amleto Palermi (1934)
- L'albergo della felicità, de Giuseppe Vittorio Sampieri (1934)
- Le scarpe al sole, de Marco Elter (1935)
- L'anonima Roylott, de Raffaello Matarazzo (1936)
- Gli uomini non sono ingrati, de Guido Brignone (1937)
- Sono stato io!, de Raffaello Matarazzo (1937)
- La vedova, de Goffredo Alessandrini (1939)
- Cavalleria rusticana, de Amleto Palermi (1939)
- Lucrezia Borgia, de Hans Hinrich (1940)
- Il ponte di vetro, de Goffredo Alessandrini (1940)
- Una signora dell'Ovest, de Carl Koch (1942)
- I bambini ci guardano, de Vittorio De Sica (1943)
- Il paese senza pace, de Ivo Menardi (1943)
- Circo equestre Za-bum , de Mario Mattoli (1944)
- Furia, de Goffredo Alessandrini (1947)
- Margherita da Cortona, de Mario Bonnard (1950)
- Angelo tra la folla, de Leonardo De Mitri (1950)
- Ombre sul Canal Grande, de Glauco Pellegrini (1951)
- La rivale dell'imperatore, de Jacopo Comin y Sidney Salkow (1951)
- Il moschettiere fantasma, de Max Calandri (1952)
- Tre storie proibite, de Augusto Genina (1952)
- La regina di Saba, de Pietro Francisci (1952)
- La figlia del forzato, de Gaetano Amata (1954)
- Amore e chiacchiere, de Alessandro Blasetti (1957)

## Televisión
- Primo giorno di primavera, de Alessandro De Stefani, con Carlo Romano, Nives Zegna y Carla Macelloni, dirección de Claudio Fino, 1955
- La commedia del buon cuore, de Ferenc Molnár, con Mario Colli, Ernesto Calindri y Mercedes Brignone, dirección de Tatiana Pávlova, 1957.
- Il ladro sono io, de Giovanni Cenzato, con Flora Lillo, Nino Besozzi y Gino Pernice, dirección de Giancarlo Galassi Beria, 1957.
- All'insegna delle sorelle Kadar, con Edoardo Toniolo, Laura Solari y Olga Gherardi, dirección de Mario Landi, 1958.
- Valentina, de Marcello Marchesi y Vittorio Metz, con Carla Macelloni, Alberto Lionello y Gianni Agus, dirección de Vito Molinari, 1958.
- Veder grande, de Guglielmo Giannini, con Ennio Balbo, Franco Scandurra y Lola Braccini, dirección de Claudio Fino, 1959.